# De toestand in Marokko
De toestand in Marokko: Video-verkenningen in de Rif (1997) is een vierdelig videoverslag van een reis door het Rifgebergte in Marokko, van Kefah Allush (interviews) en Theo Uittenbogaard (camera) door het gebied waar Nederlands-Marokkaanse gastarbeiders voornamelijk werden gerekruteerd in de jaren 1960.